# Empoasca mexicana
Empoasca mexicana är en insektsart som beskrevs av David D. Gillette 1898. Empoasca mexicana ingår i släktet Empoasca och familjen dvärgstritar. Inga underarter finns listade i Catalogue of Life.